# Брянцев, Александр Александрович
Алекса́ндр Алекса́ндрович Бря́нцев (1883—1961) — советский российский актёр, театральный режиссёр, педагог. Лауреат Сталинской премии второй степени (1950). Народный артист СССР (1956). Основатель и первый руководитель (с 1922) одного из первых в России театров для детей.

## Биография
Родился 2 (14) апреля 1883 года в Санкт-Петербурге в семье чиновника.
В 1902 году окончил 2-ю Санкт-Петербургскую гимназию, в 1908 — историко-филологический факультет Императорского Санкт-Петербургского университета.
В студенческие годы участвовал в любительских спектаклях «Невского общества устройства народных развлечений». До 1904 года был помощником режиссёра, актёром в народных окраинных театрах Санкт-Петербурга. В 1904 году поступил помощником режиссёра в Общедоступный театр П. П. Гайдебурова. В 1905 году вместе с П. П. Гайдебуровым участвовал в организации Передвижного театра, в котором работал до 1920 года, где поставил более 60 спектаклей. В 1918 году поставил свой первый детский спектакль «Два брата» Кузьмина.
В 1919 году вместе с П. П. Гайдебуровым организовал театральный отдел Петроградского внешкольного института, где преподавал. В 1920—1921 годах работал педагогом в детских домах Петрограда, поставил с воспитанниками драматизированную игру по сказке А. С. Пушкина «Сказка о рыбаке и рыбке» (1920).
В 1921 году возглавлял комиссию по организации театра для детей в Петрограде. В результате в 1922 году был открыт Театр юных зрителей (c 1980 — Театр юных зрителей имени А. А. Брянцева), бессменным руководителем которого до самой своей смерти был А. А. Брянцев, где поставил 48 спектаклей.

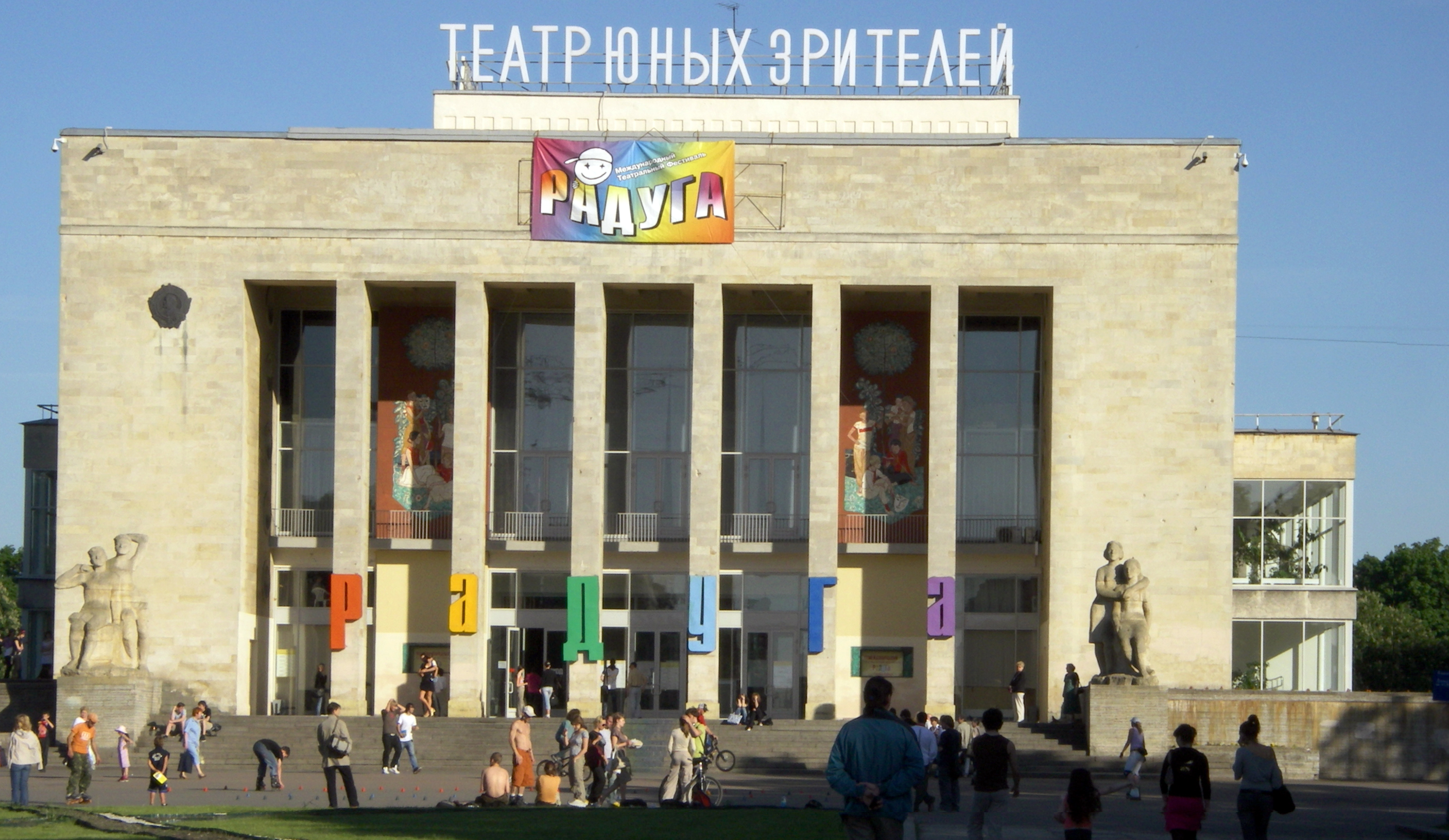
Театр юных зрителей — детище А. А. Брянцева, ныне носящее его имя

В годы войны, с 1942 по 1944 год, труппа театра была в эвакуации на Урале. Актёры выступали на сцене Березниковского драматического театра под руководством А. Брянцева. Режиссёр неоднократно летал в Ленинград, где принимал участие в заседаниях Ленсовета

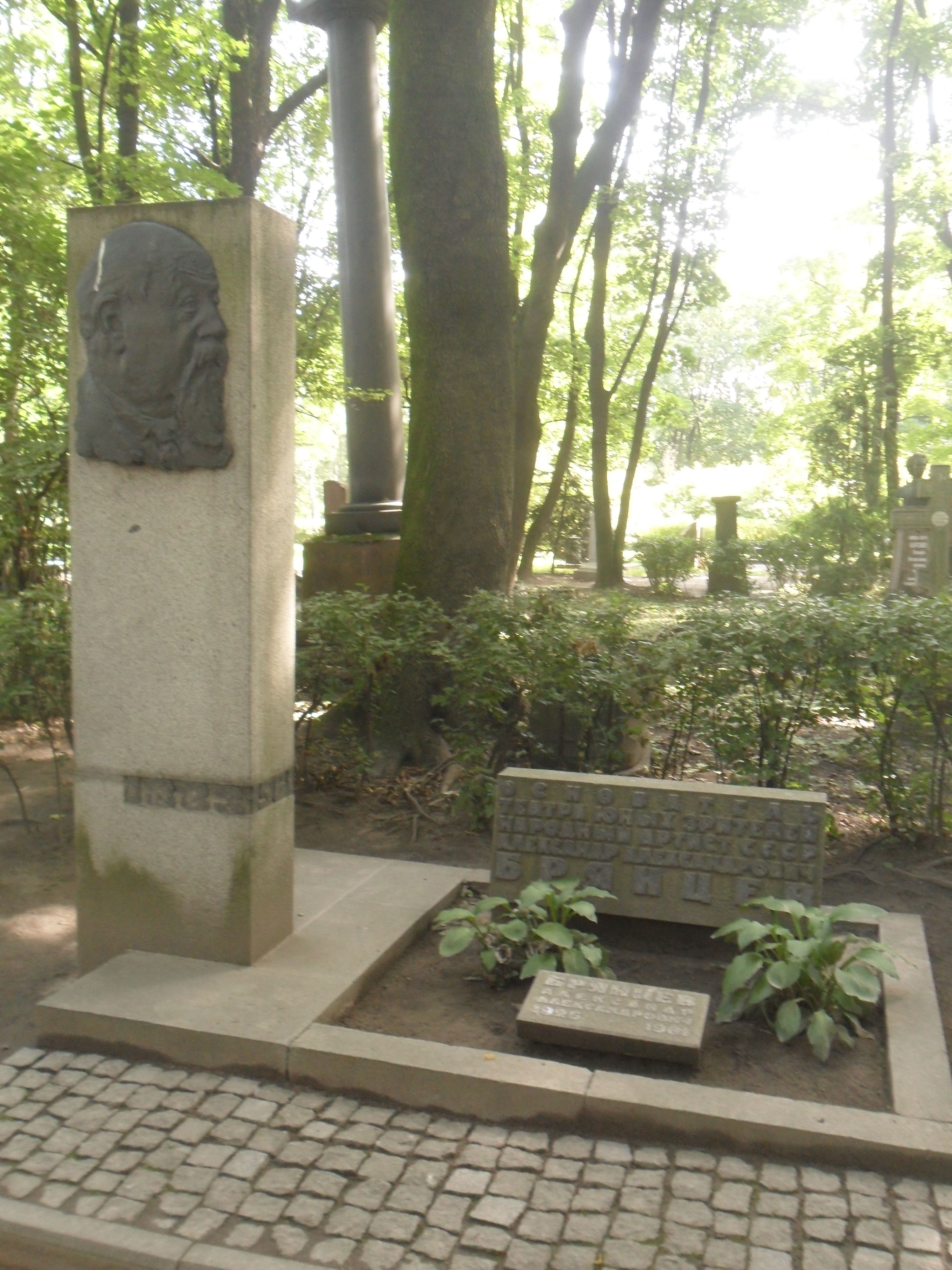
Могила Брянцева на Литераторских мостках в Санкт-Петербурге.

Автор ряда книг и статей по вопросам театральной архитектуры, художественного оформления спектаклей, теории и практики театра для детей. В статье «Театр юного зрителя» (Жизнь искусства, 1921) сформулировал принципы организации театра, положенные затем в основу развития деятельности детских театров страны.
Почётный и фактический председатель жюри смотров и фестивалей детских театров страны.
Член ВКП(б) с 1943 года. Депутат Ленсовета ряда созывов.
Скончался 30 сентября 1961 года в Ленинграде (ныне Санкт-Петербург). Похоронен на Литераторских мостках Волковского кладбища. Надгробие (скульпторы В. С. Новиков и И. Н. Костюхин, архитектор А. В. Седых) 1969 год.

## Награды и звания
- Заслуженный деятель искусств РСФСР (1932)
- Народный артист РСФСР (1939)
- Народный артист СССР (1956)
- Сталинская премия второй степени (1950) — за постановку детских спектаклей «Сын полка» В. П. Катаева, «Морская дружба» Н. П. Вагнера, «Красный галстук» С. В. Михалкова
- Три ордена Трудового Красного Знамени (1939; 28.12.1946; 10.08.1953)
- Орден «Знак Почёта» (1957)
- Медаль «За доблестный труд в Великой Отечественной войне 1941—1945 гг.»
- Медаль «В память 250-летия Ленинграда»

## Роли в театре

### Передвижной театр П. П. Гайдебурова
- «На дне» М. Горького — Лука
- «Вишнёвый сад» А. П. Чехова — Фирс
- «Свои люди — сочтёмся» А. Н. Островского — Рисположенский

## Постановки

### Передвижной театр П. П. Гайдебурова
- 1906 — «Царь Эдип» Софокла
- 1908 — «Антигона» Софокла
- 1909 — «Одинокие» Г. Гауптмана
- 1910 — «Борьба за престол» Г. Ибсена
- 1916 — «Женитьба» Н. В. Гоголя
- 1918 — «Два брата» Кузьмина

### Театр юных зрителей
- 1922 — «Конёк-Горбунок» по П. П. Ершову (инсценировка П. П. Горлова)
- 1922 — «Догоним солнце» И. С. Шмелёва
- 1923 — «Бедность не порок» А. Н. Островского
- 1924 — «Похититель огня» П. П. Горлова
- 1924 — «Гуси-лебеди» Н. С. Пятницкой и С. Я. Маршака
- 1924 — «Предатель» Б. С. Житкова
- 1925 — «Тимошкин рудник» Л. Ф. Макарьева
- 1927 — «Свои люди — сочтёмся» А. Н. Островского
- 1929 — «Ундервуд» Е. Л. Шварца (совм. с Б. Зоном)
- 1930 — «Винтовка № 494116» А. А. Крона (совм. с Б. Зоном)
- 1934 — «Бунтари» Л. Ф. Макарьева
- 1936, 1955 — «Ревизор» Н. В. Гоголя
- 1937 — «Детство маршала» И. Е. Всеволожского
- 1939 — «Емельян Пугачев» И. В. Луковского
- 1939 — «Сказка об Иванушке и Василисе Прекрасной» Г. Л. Владычиной и О. Г. Нечаевой
- 1940 — «Побег» Д. А. Щеглова
- 1943, 1954 — «Недоросль» Д. И. Фонвизина
- 1945 — «Морская дружба» Н. П. Вагнера
- 1946 — Сын полка В. П. Катаева
- 1947 — «Красный галстук» С. В. Михалкова (1947)
- 1948 — «Не было ни гроша, да вдруг алтын» А. Н. Островского
- 1948 — «Страна чудес» Ю. Я. Принцева и Хочинского
- 1953 — «Домик-пряник» М. Стеглика (1953)

## Фильмография
- 1933 — Частный случай — профессор Аборин
- 1934 — На Луну с пересадкой — врач

### Участие в фильмах
- 1957 — Наш театр (документальный)

## Печатные труды
- Брянцев А. А. Опрощение театральной декорации. П., 1917
- Брянцев А. А. Художник в театре для детей. Л., 1927
- Брянцев А. А. Пять лет // Театр юных зрителей. Л., 1927
- Брянцев А. А. Сценическая вещь и сценический человек // Театрально-декорационное искусство в СССР. 1917—1927, Л., 1927
- Брянцев А. А. К постановке «Ревизор» // О «Ревизоре», Л., 1936
- Брянцев А. А. Из записной книжки режиссёра // О «Коньке-горбунке». Л., 1937
- Брянцев А. А. Пятнадцать лет // «Рабочий и театр», 1937
- Брянцев А. А. Наша цель, наши искания // Театр для детей. М., 1955

## Адреса в Ленинграде
- 1923—1926 — Моховая улица, 28;[3]
- 1926—1941 — набережная реки Фонтанки, 22;
- 1944—1961 — улица Чайковского, 10.

## Память
- На доме по адресу Моховая улица, 35 в 1962 году была установлена мемориальная доска (скульптор А. А. Айриев, архитектор А. В. Седых)[4].
- В Санкт-Петербурге есть улица Брянцева с 1970 года.
- 16 сентября 2022 года на Пионерской площади Санкт-Петербурга открыт памятник (скульптор Г. В. Потоцкий)